# Bereni
Bereni [ˈberenʲ] (veraltet Bere; ungarisch Székelybere) ist eine Gemeinde im Kreis Mureș in der Region Siebenbürgen in Rumänien.

## Geographische Lage

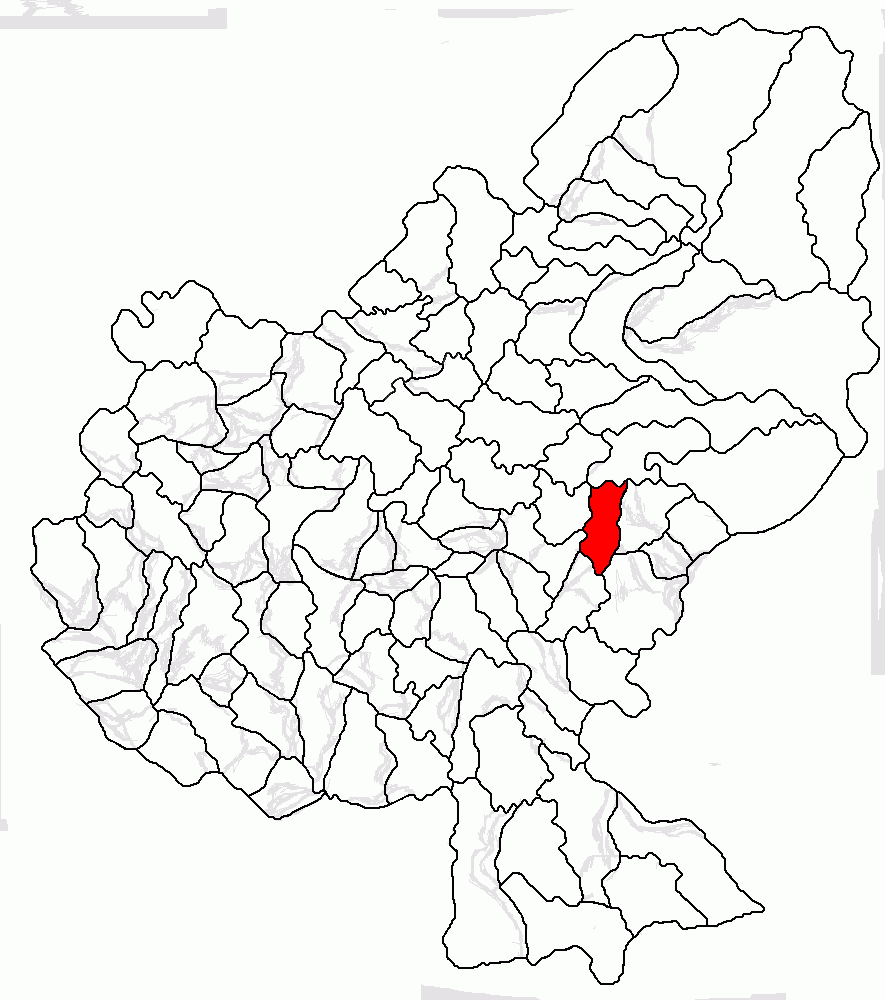
Lage der Gemeinde Bereni im Kreis Mureș

Die Gemeinde Bereni liegt nördlich des Kokel-Hochlands (Podișul Târnavelor) im Siebenbürgischen Becken. Am Bach Nirajul Mic, ein linker Zufluss des Niraj (Niersch) und der Kreisstraße (Drum județean) DJ 135, befindet sich der Ort Bereni sechs Kilometer nordöstlich von der Kleinstadt Miercurea Nirajului (Sereda), 22 Kilometer südwestlich von der Kleinstadt Sovata und etwa 30 Kilometer östlich von der Kreishauptstadt Târgu Mureș (Neumarkt am Mieresch) entfernt. Die sechs eingemeindeten Dörfer befinden sich zwei bis sechs Kilometer vom Gemeindezentrum entfernt.

## Geschichte
Der Ort Bereni, von Szekler gegründet, wurde erstmals 1569 urkundlich erwähnt. Außer ein paar Archäologische Funde aus der Jungsteinzeit auf dem Areal des eingemeindeten Dorfes Maia (ungarisch Mája) und Mărculeni (Markod), wurden auch im Gemeindezentrum 57 römische Münzen entdeckt. Angaben zu Siedlungen in früheren Zeitalter auf dem Gebiet der heutigen Gemeinde sind nicht erwähnt.
Im Königreich Ungarn gehörte die heutige Gemeinde dem Stuhlbezirk Nyáradszereda im Komitat Maros-Torda, anschließend dem historischen Kreis Mureș und ab 1950 dem heutigen Kreis Mureș an.

## Bevölkerung
Die Bevölkerung der Gemeinde Bereni entwickelte sich wie folgt:
| 1850 | 2.303 | 26 | 2.198 | - | 79 |
| 1910 | 2.951 | 12 | 2.897 | 8 | 34 |
| 2002 | 1.356 | 31 | 1.245 | - | 80 |
| 2011 | 1.203 | 9  | 1.161 | - | 33 |
| 2021 | 1.188 | 8  | 1.093 | - | 87 |

Seit 1850 wurde auf dem Gebiet der heutigen Gemeinde die höchste Einwohnerzahl und gleichzeitig die der Magyaren und die der Rumäniendeutschen 1910 registriert. Die höchste Einwohnerzahl der Rumänen (48) wurde 1920 und der Roma (80) 2011 ermittelt.

## Sehenswürdigkeiten
- Im Gemeindezentrum die Anwesen in der Strada Principală (Hauptstraße) bei Hausnummer 20, 39, 45, 46, 49, 60, 95, 98 und 125 im 19. Jahrhundert errichtet, stehen unter Denkmalschutz.[9] Die reformierte Kirche im Ort wurde 1842 errichtet.[4]
- Im eingemeindeten Dorf Bâra (Kreutzdorf), die reformierte Kirche[10] im 14. Jahrhundert errichtet und im 18. erneuert, steht unter Denkmalschutz.[9]
- Im eingemeindeten Dorf Cându (ungarisch Kendő), die reformierte Kirche und deren Glockenturm 1828 errichtet,[11]  stehen unter Denkmalschutz.[9]
- Im eingemeindeten Dorf Eremieni (ungarisch Nyárádszentimre), die reformierte Kirche im 15. Jahrhundert errichtet, im 16. und im 19. Jahrhundert umgebaut, steht unter Denkmalschutz.[9] Die hölzerne Innenausstattung der Kirche stammt aus dem Jahr 1676.[4]